# Forte Tre Natali
Il forte Tre Natali era una struttura difensiva costiera situata a Porto Santo Stefano, capoluogo di Monte Argentario. La sua ubicazione era sulla modesta altura di punta Nera, all'estremità orientale della'abitato cittadino.
La fortificazione fu costruita nel 1811 dai Francesi, a seguito di un ordine pervenuto direttamente da Napoleone Bonaparte. Lo scopo era quello di proteggere a est la cittadina di Porto Santo Stefano, operando in sinergia con il forte del Lazzeretto che venne costruito all'estremità opposta occidentale: il rischio di attacco via mare condotto da navi britanniche era, infatti, molto elevato in quegli anni di dominazione napoleonica. La struttura era presidiata stabilmente da almeno una guarnigione.
Dopo una temporanea chiusura poco prima della metà dell'Ottocento, la struttura riprese la propria attività nel 1853, per poi essere definitivamente dismesso e chiuso 14 anni dopo.
Venduto a privati, risultava già in rovina nella prima metà del secolo scorso. Nel dopoguerra, i materiali edilizi rimasti furono sfruttati per costruire uno dei moderni edifici abitativi che caratterizzano l'area.
Del forte Tre Natali, che si trovava lungo via del Fortino, sono visibili solo alcuni resti incorporati in un'abitazione privata. Originariamente, la fortificazione si presentava a forma pentagonale, col vertice rivolto a nord verso il mare, ed era munita di una serie di batterie di cannoni.